# Simorhinella
Simorhinella is een geslacht van uitgestorven therapsiden, behorend tot de familie Lycosuchidae van de Therocephalia. Het dier leefde in het Midden-Perm in zuidelijk Afrika.

## Fossiele vondsten
Fossielen van Simorhinella zijn gevonden in de Tapinocephalus-faunazone in de Karoo in Zuid-Afrika. De vondsten dateren uit het Capitanien.

## Kenmerken
Simorhinella is een van de grootst bekende therocephaliërs. De robuuste schedel had met een lengte van 37 cm het formaat van die van een tijger met een korte, brede snuit. Simorhinella had een groot lichaam en dubbele bovenste sabelachtige hoektanden.